# Kykladský vulkanický oblouk

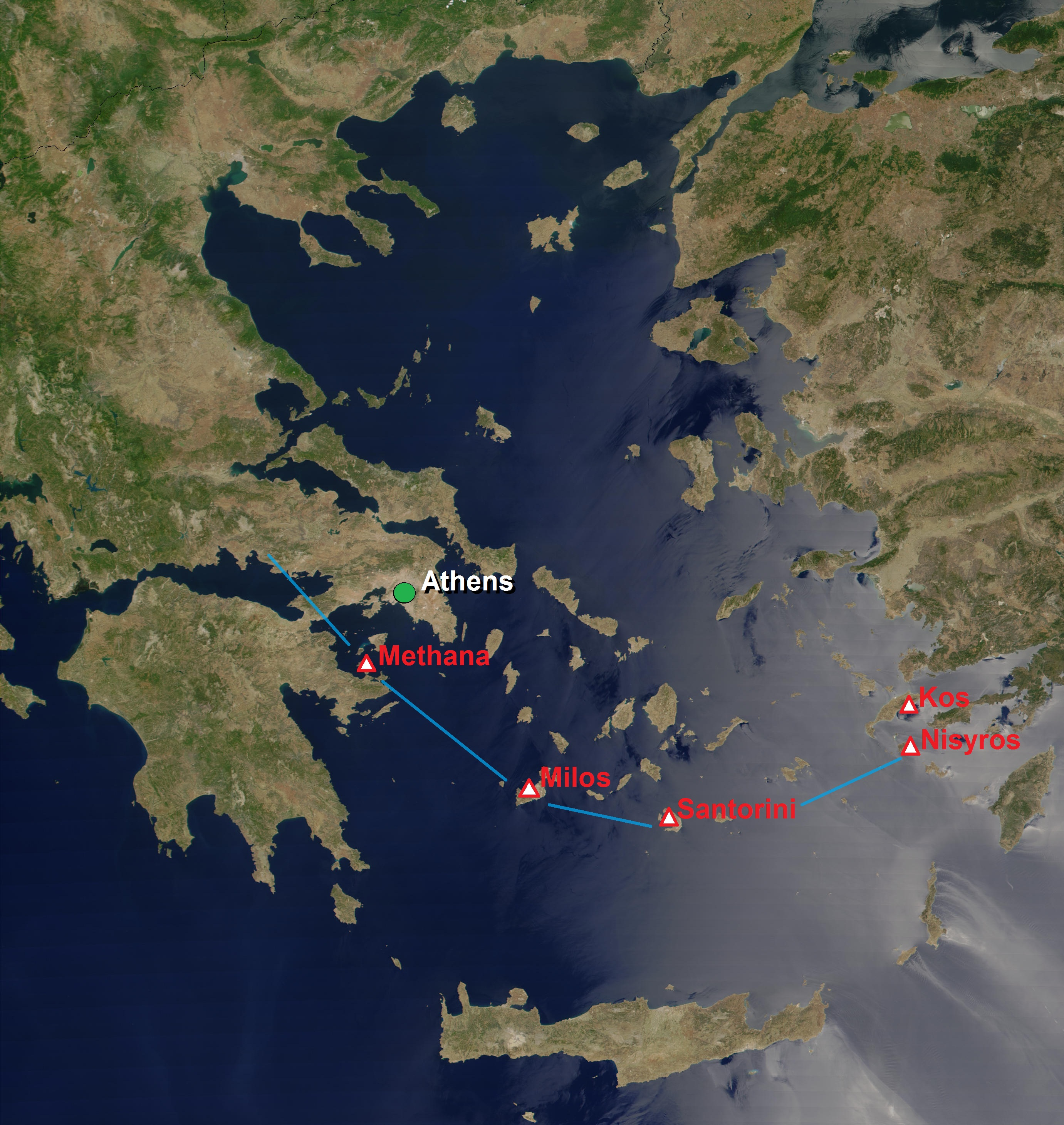
Kykladský vulkanický oblouk v Egejském moři

Kykladský vulkanický oblouk je ostrovní oblouk sopečného původu v jižním Egejském moři.

## Poloha
Vede z Korintské šíje na poloostrov Bodrum v Malé Asii. Je dlouhý přibližně 450 km a široký 20 km až 40 km. Na tomto oblouku leží řecké sopečné ostrovy Aegina, Methana (poloostrov), Milos, Santorini, Nisyros, Gyali, Kós a Poros, dále podmořská sopka Kolumbo a malé neobydlené ostrovy Kristiany a vulkány Sousaky v Korintské šíji a Akyarlar na poloostrově Bodrum. Jedná se o spící sopky. Z nich pouze Santorini, Kolumbo a Nisyros za posledních 100 let buď vybuchly, nebo projevily nějaký významný důkaz neklidu.

## Vznik

Vznik vulkanického oblouku

V zóně jižně od Kréty (hlubokomořský příkop) se africká deska podsouvá 5 cm ročně pod desku egejskou (součást eurasijské desky). Ve hloubce cca 150 až 180 km jsou horniny zemského pláště nad podsunutou africkou deskou roztaveny a unikají z nich těkavé složky (oxid uhličitý, krystalické struktury, halogeny). Plyny, rozpuštěné v tavenině, tlačí roztavenou horninu vzhůru až na povrch Země ve formě sopek. Nachází se v zakřivené zóně přibližně 120 km severně od Kréty (sopečné produkty: andezit, dacit, ryolit).